# Đường ven biển Dung Quất – Sa Huỳnh
Dự án Đường ven biển Dung Quất - Sa Huỳnh được đầu tư với quy mô đường cấp III đồng bằng và đường cấp II đối với đoạn Mỹ Khê - Trà Khúc (6 làn xe, nền đường rộng 36m, mặt đường rộng 23m và dải phân cách rộng 3m). Đoạn Dung Quất - Mỹ Khê được đầu tư xây dựng theo tiêu chuẩn đường phố cấp III, với nền đường rộng 12m, mặt đường rộng 11m,
Dự án được chia làm 2 giai đoạn, đến nay, giai đoạn I: Đoạn Dung Quất – Mỹ Khê, đoạn Mỹ Khê – Trà Khúc và đoạn Trà Khúc – Ngã ba Quán Lượng đã hoàn thành, đưa vào sử dụng. Bên cạnh đó, dự án Cầu Cổ Lũy kết nối hai bờ Bắc – Nam sông Trà Khúc cũng đang được thi công xây dựng, dự kiến hoàn thành trong năm 2020.
Dự kiến, giai đoạn II của dự án có tổng chiều dài hơn 49 km (đoạn Trà Khúc – Sa Huỳnh) sẽ tiếp tục đầu tư trong giai đoạn 2018-2025. Trong đó, giai đoạn IIa,  từ đoạn Cầu Cổ Lũy – Đức Minh, tổng chiều dài tuyến 20,1 km, chiều dài cầu 1.500m (7 cầu), thực hiện từ năm 2019-2022; giai đoạn IIb, tiếp tục đầu tư từ đoạn Dung Quất – Mỹ Khê, đoạn Đức Minh – Phổ Quang, đoạn Phổ Quang – Sa Huỳnh và đoạn nối đường liên thôn Tấn Lộc – Châu Me giáp ranh giới tỉnh Bình Định, thực hiện từ năm 2021-2025.Tổng kinh phí đầu tư hơn 2.507 tỷ đồng.
Dự án tuyến đường Dung Quất - Sa Huỳnh là tuyến chạy dọc theo bờ biển, nằm trong quy hoạch tuyến đường ven biển Việt Nam, nối các đường ven biển của tỉnh Quảng Nam, Bình Định nhằm gắn kết các vùng kinh tế trọng điểm miền Trung.